# Queen Miri
M/Y Queen Miri, tidigare Annaliesse och Delma, är en superyacht tillverkad av Neorion i Grekland. Hon sjösattes och levererades 2004 till den cypriotiskfödde brittiske skeppsredaren Andreas Liveras. Den hade då namnet Annaliesse och var 85 meter lång. Bara ett år senare satte Liveras upp superyachten till försäljning för 103 miljoner amerikanska dollar. År 2006 sänktes försäljningspriset till 79 miljoner dollar och ytterligare ett år senare. Då slog en ej namngiven individ, baserad i Dubai i Förenade arabemiraten, till och köpte superyachten. Den fick då namnet Delma. År 2013 lades Delma upp till försäljning återigen och med ett försäljningspris på 53 miljoner euro. Den såldes senare till den amerikanske kasinomagnaten Sheldon Adelson. Han skickade superyachten till det italienska skeppsvarvsföretaget Amico & Co för att renovera och förlänga den med 6,5 meter. Den fick senare det nuvarande namnet, namngiven efter Adelsons fru Miriam Adelson.
Hon designades exteriört av både Alpha Marine och Lally Poulias medan interiören designades av Massari Design. Den är 92 meter lång och har kapacitet för att ha 36 passagerare fördelat på 18 hytter. Superyachten har också en besättning på 36 besättningsmän.
Queen Miri är systerfartyg till Moonlight II.